# Evelina e i suoi figli
Evelina e i suoi figli è un film del 1990, diretto da Livia Giampalmo.

## Trama
Evelina, separata da anni, vive con i due figli che la amano, ma che la "tengono in pugno". A un certo punto incontra un uomo e iniziano per lei i veri problemi.

## Riconoscimenti
- 1990 - David di Donatello
  - Candidatura Miglior regista esordiente a Livia Giampalmo
  - Candidatura Migliore attrice protagonista a Stefania Sandrelli
  - Candidatura Migliore attrice non protagonista a Pamela Villoresi
- 1991 - Nastro d'argento
  - Candidatura Miglior regista esordiente a Livia Giampalmo
  - Candidatura Migliore attrice protagonista a Stefania Sandrelli
- 1989 - Premio Solinas - Menzione speciale a Livia Giampalmo